# Дядо
Дядо се нарича всеки баща на нечии родители. Мъж става дядо, когато има внуци. Бабите и дядовците са членове на семейството и са съществена част от понятието „голямо семейство“ (надхвърлящо традиционната единица родители с деца). Дядовците са роднини от второ коляно и споделят 25% от генетичния материал.
Всеки сексуално възпроизвеждащ се жив организъм, който не е генетична химера (организъм, съставена от клетки с различни генотипове), има максимум двама генетични дядовци (един по майчина и един по бащина линия), четири генетични прадядовци, осем генетични прапрадядовци и т.н.
В случаите, когато родителите не желаят или не могат да осигурят адекватна грижа за децата си (например смърт на родителите, финансови трудности, брачни проблеми), баби и дядовци често поемат ролята на настойници. Дори когато това не е наложително, и по-специално в традиционните култури, бабите и дядовците често имат пряка и ясна роля по отношение на отглеждането, грижите и възпитанието на децата. 62% от бабите и дядовците признават финансово да помагат на семействата си.
Когато мъж или жена сменят своя брачен партньор, тогава децата им от предходен брак влизат в нови социални връзки, при които „наследяват“ нови баби и дядовци, макар да нямат генетична връзка с тях.
„Ден на бабите и дядовците“ в Бразилия, Испания и Португалия се чества на 26 юли – датата, на която е възпоменанието на света Анна и свети Йоаким, родителите на Богородицата и баба и дядо на Исус Христос. Света Анна и свети Йоаким са покровители на бабите и дядовците.

## Значения
Дядо може да се отнася до:
1. Роднинска връзка: мъж по отношение на своите внуци. Разговорно се използва като обръщение към тъста.
2. Възраст: стар мъж, старец.
3. Почтително обръщение към духовни лица, например поп.
4. Прародители: прадеди. Прародители е общото наименование на баба и дядо.

- „Посещение на дядо“, 
худ. Еухенио Зампиги
- Дядо Добри
- Дядо Коледа в Холандия

## Етимология
На английски език, представката grand (пра-) датира от началото на 13 век, от англо-френската дума graund. Терминът е използван като превод на латинското magnus.

## История
В историята на съвременното човечество, преди около 30 000 години, броят на съвременните хора, които доживяват да бъдат баби или дядовци, се увеличава. Не е известно със сигурност какво увеличава дълголетието, но то до голяма степен се дължи на подобрените медицински технологии и жизнен стандарт. Основна последица от съжителстването на три поколения е запазване на информацията, която по друг начин вероятно би се загубила; пример за тази важна информация може да е къде да намерят вода по време на суша.